# غارة غران ساسو
غارة غران ساسو عملية لإنقاذ للديكتاتور الإيطالي بينيتو موسوليني على يد فالشيرم يجر الألمانية بقيادة الرائد هارالد مورس وقوات كوماندوز تابعة لفافن إس إس (خاصة أوتو سكورزيني) في سبتمبر 1943، خلال الحرب العالمية الثانية. أمر أدولف هتلر شخصيًّا بتنفيذ العملية، وتم تخطيطها وتنفيذها من قِبل مورس، وتمت الموافقة عليها من قِبل الجنرال كورت شتودنت.

## نظرة عامة
في ليلة ما بين 24 و 25 يوليو 1943، بعد أسابيع قليلة من غزو الحلفاء لصقلية وقصف روما، صوّت مجلس الفاشية الكبير على اقتراح لحجب الثقة عن موسوليني. في نفس اليوم، استبدله الملك بالمارشال بيترو بادوغليو  وتم اعتقاله.
كان الإجراء الشائع لدى هتلر هو إعطاء أوامر مماثلة للمنظمات المتنافسة داخل الجيش الألماني. لذا أمر هوبتستثرمفهرر أوتو سكورزيني بتتبع موسوليني، وأمر في نفس الوقت الجنرال شتودت كيرت بتنفيذ عملية التحرير.
تم نقل موسوليني حول إيطاليا من قبل خاطفيه - أولاً إلى بونزا، ثم إلى لا مادالينا، كلتا الجزيرتين الصغيرتين في البحر التيراني. اعترض سكورزيني رسالة إذاعية إيطالية مشفرة، استخدمت المعلومات التي قدمها الوكلاء والمخبرين إلى (تم استخدام عملات مزيفة بقيمة قدرها 100000 جنيه استرليني في إطار عملية بيرنهارد استخدمت للمساعدة في الحصول على معلومات) من إس إس-أوبرستورمبانفورر هربرت كابلر لتحديد أن موسوليني محتجز في فندق كامبو إمبيراتوري، منتجع للتزلج في كامبو إمبيراتوري الواقع على تلة غران ساسو الإيطالية، في أعالي جبال
ابيناين.

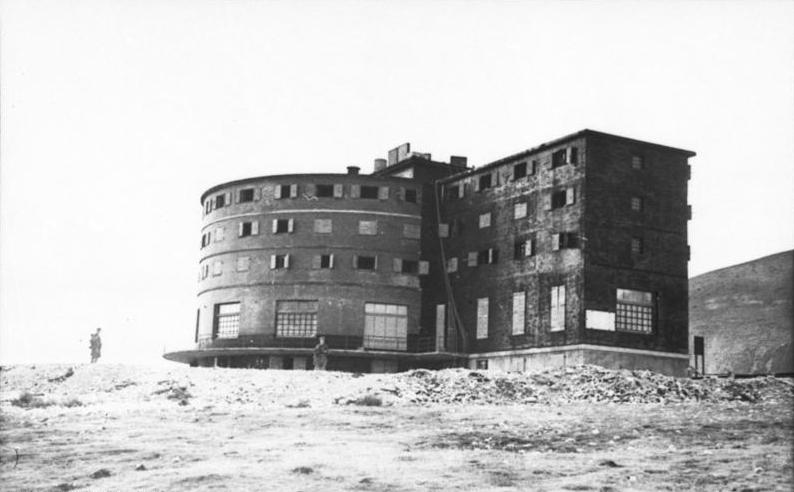
فندق كامبو إمبيراتوري في عام 1943

في 12 سبتمبر 1943، انضم سكورزيني و 16 من جنود قوات الأمن الخاصة إلى فالشيرم يجر لإنقاذ موسوليني في مهمة إنزال شديدة الخطورة. بدأت عشرة طائرات شراعية من طراز دي أف أس 230، يحمل كل منها تسعة جنود وطيار، وطائرات هينشل إتش إس 126 بين الساعة 13:05 و 13:10 من قاعدة براتيكا دي ماري الجوية بالقرب من روما.

## بعد

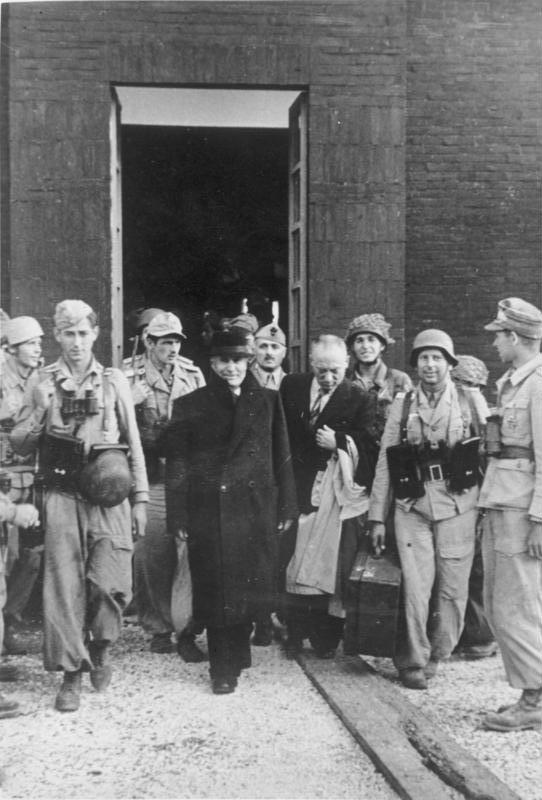
موسوليني يغادر الفندق

منحت العملية فرصة نادرة لتمجيد جورينج في أواخر الحرب، حيث أشادت الدعاية الألمانية بالعملية لعدة أشهر بعد ذلك. في الواقع كان يقود عملية الإنزال الملازم أول فون بيرليبش، تحت قيادة الرائد مورس وأوامر من الجنرال كورت شتودت، وجميع ضباط فولشيرجيرجير؛ لكن سكورزيني ظهر مع الدوتشي الإيطالي مباشرة أمام الكاميرات.
بناءً على طلب هاينريش هيملر ووزير الدعاية يوزف غوبلز، تم منح سكورزيني وقواته الخاصة من فافن إس إس أغلبية رصيد العملية. نسب لسكورزيني الجزء الأكبر لنجاح هذه المهمة. حصل على ترقية إلى قائد وحدة الاعتداء ووسام الفارس الصليبي الحديدي وشهرة عالمية أدت إلى حصوله على لقب «أخطر رجل في أوروبا».
وصف ونستون تشرشل المهمة بأنها «مهمة جريئة للغاية». كما اتضح فيما بعد، كانت هذه واحدة من آخر المغامرات الرائعة التي قام بها هتلر.

## الحواشي
1. ↑  Whittam، John (2005). Fascist Italy. دار نشر جامعة مانشستر  [لغات أخرى]‏. ISBN:0-7190-4004-3. مؤرشف من الأصل في 2019-12-15.{{استشهاد بكتاب}}:  صيانة الاستشهاد: علامات ترقيم زائدة (link)
2. ↑  Annussek، Greg (2005). Hitler's Raid to Save Mussolini. Da Capo Press. ISBN:978-0-306-81396-2. مؤرشف من الأصل في 2019-03-31.
3. ↑  Óscar González López (2007). Fallschirmjäger at the Gran Sasso. Valladolid: AF Editores. ISBN:978-84-96935-00-6.